# Прибој (Владичин Хан)
Прибој је насеље у Србији у општини Владичин Хан у Пчињском округу. Према попису из 2022. било је 268 становника (према попису из 2011. било је 296 становника).
Овде је 1930-тих подигнут шумски расадник ради пошумљавања Грделичке клисуре па до Врања.
Овде се налази Железничка станица Прибој Врањски.

## Демографија
У насељу Прибој живи 316 пунолетних становника, а просечна старост становништва износи 40,7 година (38,2 код мушкараца и 43,2 код жена). У насељу има 131 домаћинство, а просечан број чланова по домаћинству је 2,99.
Ово насеље је великим делом насељено Србима (према попису из 2002. године), а у последња три пописа, примећен је пораст у броју становника.
|  |

| Демографија | Демографија | Демографија |
| Година      | Становника  | Становника  |
| ----------- | ----------- | ----------- |
| 1948.       | 536         |             |
| 1953.       | 532         |             |
| 1961.       | 478         |             |
| 1971.       | 359         |             |
| 1981.       | 334         |             |
| 1991.       | 391         | 391         |
| 2002.       | 392         | 394         |
| 2011.       | 296         |             |
| 2022.       | 268         |             |

| Етнички састав према попису из 2002.‍ | Етнички састав према попису из 2002.‍ | Етнички састав према попису из 2002.‍ | Етнички састав према попису из 2002.‍ | Етнички састав према попису из 2002.‍ |
| ------------------------------------ | ------------------------------------ | ------------------------------------ | ------------------------------------ | ------------------------------------ |
|                                      |                                      |                                      |                                      |                                      |
| Срби                                 | Срби                                 |                                      | 391                                  | 99,74%                               |
| Македонци                            | Македонци                            |                                      | 1                                    | 0,25%                                |
| непознато                            | непознато                            |                                      | 0                                    | 0,0%                                 |

| Година пописа     | 1948. | 1953. | 1961. | 1971. | 1981. | 1991. | 2002. |
| ----------------- | ----- | ----- | ----- | ----- | ----- | ----- | ----- |
| Број домаћинстава | 108   | 114   | 130   | 106   | 105   | 117   | 131   |

| Број чланова      | 1  | 2  | 3  | 4  | 5  | 6 | 7 | 8 | 9 | 10 и више | Просек |
| ----------------- | -- | -- | -- | -- | -- | - | - | - | - | --------- | ------ |
| Број домаћинстава | 24 | 36 | 23 | 26 | 13 | 7 | 0 | 2 | 0 | 0         | 2,99   |

| Пол    | Укупно | Неожењен/Неудата | Ожењен/Удата | Удовац/Удовица | Разведен/Разведена | Непознато |
| ------ | ------ | ---------------- | ------------ | -------------- | ------------------ | --------- |
| Мушки  | 166    | 58               | 94           | 10             | 4                  | 0         |
| Женски | 168    | 28               | 95           | 37             | 7                  | 1         |
| УКУПНО | 334    | 86               | 189          | 47             | 11                 | 1         |

| Пол    | Укупно                    | Пољопривреда, лов и шумарство | Рибарство                            | Вађење руде и камена | Прерађивачка индустрија       |
| ------ | ------------------------- | ----------------------------- | ------------------------------------ | -------------------- | ----------------------------- |
| Мушки  | 82                        | 8                             | 0                                    | 1                    | 33                            |
| Женски | 56                        | 5                             | 0                                    | 0                    | 30                            |
| УКУПНО | 138                       | 13                            | 0                                    | 1                    | 63                            |
| Пол    | Производња и снабдевање   | Грађевинарство                | Трговина                             | Хотели и ресторани   | Саобраћај, складиштење и везе |
| Мушки  | 2                         | 8                             | 6                                    | 2                    | 8                             |
| Женски | 1                         | 2                             | 3                                    | 1                    | 0                             |
| УКУПНО | 3                         | 10                            | 9                                    | 3                    | 8                             |
| Пол    | Финансијско посредовање   | Некретнине                    | Државна управа и одбрана             | Образовање           | Здравствени и социјални рад   |
| Мушки  | 1                         | 1                             | 3                                    | 1                    | 1                             |
| Женски | 1                         | 1                             | 1                                    | 2                    | 6                             |
| УКУПНО | 2                         | 2                             | 4                                    | 3                    | 7                             |
| Пол    | Остале услужне активности | Приватна домаћинства          | Екстериторијалне организације и тела | Непознато            | Непознато                     |
| Мушки  | 1                         | 0                             | 0                                    | 6                    | 6                             |
| Женски | 0                         | 0                             | 0                                    | 3                    | 3                             |
| УКУПНО | 1                         | 0                             | 0                                    | 9                    | 9                             |